# Повітрянодесантна дивізія
Пові́тряно-деса́нтна диві́зія (ПДД) — основне загальновійськове оперативно-тактичне з'єднання повітряно-десантних військ у складі Збройних сил деяких країн, яка призначена для виконання оперативних та оперативно-тактичних завдань самостійно або у складі угруповання повітряно-десантних військ у тісної взаємодії із з'єднаннями, частинами і підрозділами Сухопутних військ, армійської авіації, інших родів військ і спеціальних військ в тилу противника, а також військовими формуваннями інших силових відомств в різних умовах.

## Історія створення
Повітряно-десантні дивізії вперше з'явилися в збройних силах ряду країн (Німеччина, США й інші) у роки Другої світової війни. У радянській армії їх формування почалося восени 1942 замість раніше створених повітряно-десантних корпусів. До складу пдд включалися стрілецькі, артилерійські частини, підрозділи спеціальних військ. У період німецько-радянської війни пдд використовувалися головним чином як звичайні стрілецькі дивізії для ведення бойових дій у складі військ фронтів (при цьому до складу пдд включалися й танкові частини).
У німецькій армії були парашутно-десантні дивізії, що складалися з 3-х парашутно-десантних полків, парашутного артилерійського дивізіону, парашутних протитанкових, зенітно-кулеметного, саперного батальйонів і інших підрозділів. Вперше вони були застосовані при захопленні Норвегії, Голландії й Бельгії.
В армії США того часу повітряно-десантна дивізія складалася з 2-х парашутно-десантних полків і 1-го парашутно-планерного піхотного полку, 2-х парашутних і 2-х планерних артилерійських дивізіонів, зенітного дивізіону й підрозділів обслуговування.
У післявоєнний час технічна оснащеність повітряно-десантних дивізій значно змінилася за рахунок якісного й кількісного зростання автоматичної зброї, артилерії, мінометів, протитанкових, зенітних і транспортних засобів, поліпшення засобів зв'язку й повітряно-десантної техніки. Це підвищило її вогневу міць, маневреність на полі бою, можливості по боротьбі з танками й авіацією противника, поліпшило управління.
Якісний і кількісний ріст сучасних військово-транспортних літаків різко підвищив мобільність пдд. Свої завдання вона вирішує у взаємодії із з'єднаннями й частинами сухопутних військ, авіації, а також з морськими десантами. Організаційно пдд складаються з полків, окремих батальйонів, бригад або бригадних груп. Бойовий склад і чисельність пдд збройних сил різних країн різна.
Так, в армії США пдд (зразка 1975) складалася з 3-х штабів бригад, 9 окремих парашутно-десантних батальйонів, 3-х артилерійських дивізіонів (105-мм гаубиць) на механічній тязі, батальйону легких танків (плаваючі танки «Шерідан»), зенітного дивізіону (20-мм зенітні установки «Вулкан»), розвідувального, саперного батальйонів, а також батальйонів армійської авіації, зв'язку й підрозділів обслуговування.
Загальна чисельність дивізії була близько 13,5 тис. чол. Для перекидання її залежно від дальності десантування потрібно приблизно 400—450 літаків типу С-141. Для перевезення важкої техніки можуть бути використані літаки С-5А вантажопідйомністю до 120 т.

## Організаційно-штатна структура (варіант)
До організаційно-штатної структури дивізії можуть входити: